# Tinelov test
Tinelov test je test pomoću kojega otkrivamo nadražene živce. Izvodi se jednostavno laganim udaranjem (perkusija) iznad mjesta gdje smješten živac kako bi postigli kod ispitanika osjet parestezija (marvinjanja, žarenje) ili/i boli u području osjetne inervacije živca. Tada kažemo da je Tinelov znak pozitivan.
Pozitivan Tinelov znaka pomaže kod dijagnoze sindroma karpalnog kanala (perkusijom iznad karpalnog kanala gdje se nalazi komprimirani središnji živac, tj. lat. nervus medianus, izaziva se osjet "škakljanja" u području palca, kažiprsta i srednjeg prsta što se smatra pozitivnim Tinelovim znakom).